# Dél-Szudán világörökségi helyszínei
Dél-Szudán területéről eddig egy helyszín sem került fel a világörökségi listára, három helyszín a javaslati listán várakozik felvételre. 
| Megnevezés                        | Kép | Típus      | Kritérium     | Év   | Link |
| --------------------------------- | --- | ---------- | ------------- | ---- | ---- |
| Deim Zubeir rabszolgaút           |     | Kulturális | II, III, VI   | 2017 |      |
| Szudd vizes élőhely               |     | Vegyes     | V, VII, IX, X | 2017 |      |
| Boma-Badingilo vándorlási útvonal |     | Természeti | VII, IX, X    | 2017 |      |